# Eucalyptus signata
Espèce
Eucalyptus signata est une espèce de plantes à fleurs de la famille des Myrtaceae. C'est un arbre endémique d'Australie. Il vit dans les forêts d'eucalyptus sèches à basse altitude. On le rencontre de Morisset, en Nouvelle Galles du Sud, jusqu'au delà de la frontière du Queensland, en longeant toute la côte. Le premier spécimen a été prélevé près de la rivière Brisbane.

## Description
C'est un arbre de petite à moyenne taille, qui peut atteindre 25 m de haut. Il est très proche de Eucalyptus haemastoma, mais ses fleurs et ses fruits sont plus petits. Ses fruits sont bien hémisphériques et mesurent 7 mm sur 7 mm.